# Cornel Șerban
Cornel-Ilie Șerban (ur. 24 sierpnia 1963) – rumuński judoka.
Uczestnik mistrzostw świata w 1987. Złoty medalista mistrzostw Europy w 1985; piąty w 1984. Trzeci na uniwersjadzie w 1985 i na ME juniorów w 1982 roku.